# Stanko Ibler
Stanko Ibler, hrvaški zdravnik ftiziolog, * 6. januar 1901, Zagreb, † 12. oktober 1993, Zagreb. 
Sin literarnega kritika Janka Iblerja se je šolal v Zagrebu, kjer je leta 1919 končal gimnazijo in 1928. študij medicine ter 1932. specializacijo iz ftiziologije. Po končanem študiju se je zaposlil v zagrebškem Antituberkuloznom dispanzeru, ki je bil leta 1934. pripojen k novoustanovljenemu Institut za tuberkulozo. Leta 1943 se ke pridružil partizanom kjer je bil najprej epidemiolog pri 6. korpusu, nato je postal načelnik sanitetnega štaba pri 10. korpusu. Po demobilizaciji je leta 1945 postal vodja Odjela za tuberkulozu Zakladne bolnice Rebro u Zagrebu. Od leta 1946 do upokojitve leta 1963 pa je bil ravnatelj novoustanovljene specialne bolnice za tuberkolozo. Honorarno je predaval ftiziologijo na Medicinski fakulteti v Zagrebu. Strokovno se je usposabljal v Parizu (1935–1935) ter na Danskem, Švedskem in Norveškem. Dela s področja pljučne tuberkoloze in pljučnega raka je objavljal v strokovnih revijah: Lječniški vjesnik (1947), Tuberkoloza (1949–1950, 1953–1955, 1959) in Suvremene teme iz tuberkuloze (1960) ter v zbornikih kongresov ftiziologov in simpozijev o alergiji in gerantologiji. Med leti 1947–1950 je bil glavni urednik Liječničkog vjesnika.